# Nassim Boukemacha
Nassim Boukemacha, né le 26 septembre 1987 à Béjaïa, est un footballeur algérien évoluant au poste milieu défensif à l'US Oued Amizour.

## Biographie
Nassim Boukemacha réalise ses débuts avec le club de la JSM Béjaia en 2007. Il rejoint ensuite en 2011 le MC Oran où il reste une saison, avant de retourner à la JSM Béjaia.
Il joue ensuite en faveur de la DRB Tadjenanet et du CA Batna.
Lors de l'été 2016, il rejoint le club de l'US Oued Amizour, équipe évoluant en troisième division.
Nassim Boukemacha dispute 89 matchs en première division algérienne entre 2010 et 2014. Il participe également à la Ligue des champions d'Afrique et à la Coupe de la confédération.

## Carrière
- 2007-2011 :  JSM Béjaia
- 2011-2012 :  MC Oran
- 2012-2014 :  JSM Béjaia
- 2014-2015 :  DRB Tadjenanet
- 2015-2016 :  CA Batna
- 2016- :  US Oued Amizour

## Palmarès
- Vice-champion d'Algérie en 2011 avec la JSM Béjaia.
- Vainqueur de la coupe d'Algérie en 2008 avec la JSM Béjaia.
- Finaliste de la coupe nord-africaine des vainqueurs de coupe en 2009 avec la JSM Béjaia.
- Accession en Ligue 1 en 2015 avec le DRB Tadjenanet.
- Accession en Ligue 1 en 2016 avec le CA Batna.